# Gunstett
Gunstett é uma comuna francesa na região administrativa de Grande Leste, no departamento Baixo Reno. Estende-se por uma área de 6,31 km². Em 2010 a comuna tinha 658 habitantes (densidade: 104,3 hab./km²).